# Симоненко, Сергей Юрьевич
Серге́й Ю́рьевич Симоне́нко (укр. Сергій Юрійович Симоненко; род. 12 июня 1981, Купянск, Харьковская область) — украинский футболист, защитник. Последний клуб — «Бунёдкор».

## Биография
Родился в городе Купянске, Харьковская область. Воспитанник киевского спортинтерната.

### Клубная карьера
В России выступал за «Торпедо» и «Аланию». В «Черноморец» перешёл в 2002 году, играл в клубе под 4 номером. В команду Александра Заварова перешёл в 2007 году, став основным игроком. 21 января 2013 года, предварительно получив статус свободного агента, подписал контракт с «Севастополем». 27 ноября 2013 года клуб расторг контракт с футболистом и Сергей опять получил статус «свободного агента».
В феврале 2014 года подписал контракт с ташкентским «Бунёдкором». Вместе с командой стал обладателем Суперкубка Узбекистана 2014. В декабре 2014 года покинул клуб в статусе свободного агента, после чего завершил карьеру.

### Карьера в сборной
Участник финального турнира молодежного чемпионата мира 2001. В сборной Украины дебютировал 18 февраля 2004 года в товарищеском матче со сборной Ливии. Второй матч сыграл против сборной Македонии.

## Достижения
- В списках лучших футболистов Украины[укр.] (2): 2005 — № 3 (левый защитник), 2006 — № 3 (левый защитник)
- Бронзовый призёр чемпионата Украины: 2005/06
- Обладатель Суперкубка Узбекистана: 2014